# Goosed
Goosed (conocida en España como Todos eran mis hombres) es una película de comedia de 1999, dirigida por Aleta Chappelle, escrita por Charbie Dahl, musicalizada por Branford Marsalis, en la fotografía estuvo Horacio Marquínez y los protagonistas son Jennifer Tilly, Danielle Harris y Joan Rivers, entre otros. El filme fue realizado por 3amfilms, Look Here Pictures, Square Dog Pictures y Tradewinds Entertainment, se estrenó el 28 de septiembre de 1999.

## Sinopsis
Jennifer Tilly hace el papel de una mujer a la cual su psíquico le manifiesta que el hombre ideal para ella es un doctor llamado Steve.